# Condado de Narok
El condado de Narok es un condado de Kenia.
Es fronterizo con Tanzania y su capital es Narok. La población total del condado es de 850 920 habitantes según el censo de 2009. El condado es famoso por albergar la reserva nacional Masái Mara.

## Localización
Con un área de 17 933,1 km², tiene los siguientes límites:
| Noroeste: Condado de Kisii | Norte: Condado de Bomet | Noreste: Condado de Nakuru  |
| Oeste: Condado de Migori   |                         | Este: Condado de Kajiado    |
| Suroeste: Mara, Tanzania   | Sur: Arusha, Tanzania   | Sureste: Condado de Kajiado |

## Demografía
La villa de Narok, capital del condado, es la única localidad importante, con 67 505 habitantes en el censo de 2009.

## Transportes
La principal carretera del condado es la carretera B3, que une Limuru con Kisii pasando por Narok y Ololulunga. De la B3 salen hacia el sur varias carreteras secundarias, como la C11, C12, C13 y C14. En el oeste es importante la C17, que une Lolgorien con Kisii pasando por Kilgoris. Al norte de Narok sale la C57, que lleva a Nakuru.